# Untergruppenbach
Untergruppenbach település Németországban, azon belül Baden-Württembergben. Lakosainak száma 8697 fő (2023. december 31.).

## Népesség
A település népessége az elmúlt években az alábbi módon változott:
| Lakosok száma | 3363 | 4242 | 5528 | 6441 | 6511 | 7442 | 7543 | 7518 | 8013 | 8697 |
|               | 1961 | 1967 | 1974 | 1980 | 1987 | 1993 | 2000 | 2006 | 2013 | 2023 |